# Goshen (New York)
Pour les articles homonymes, voir Goshen.
Le village de Goshen est le siège du comté d'Orange, situé dans l'État de New York, aux États-Unis. Sa population s’élevait à 5 454 habitants lors du recensement de 2010.

## Démographie
| Groupe                           | Goshen | New York | États-Unis |
| -------------------------------- | ------ | -------- | ---------- |
| Blancs                           | 84,5   | 65,8     | 72,4       |
| Autres                           | 6,5    | 7,5      | 6,4        |
| Afro-Américains                  | 3,7    | 15,9     | 12,6       |
| Métis                            | 2,6    | 3,0      | 2,9        |
| Asiatiques                       | 2,3    | 7,3      | 4,8        |
| Amérindiens                      | 0,4    | 0,6      | 0,9        |
| Total                            | 100    | 100      | 100        |
|                                  |        |          |            |
| Hispaniques et Latino-Américains | 15,3   | 17,6     | 16,7       |